# Croton longiracemosus
Espèce
Croton longiracemosus est une espèce de plantes à fleurs du genre Croton et de la famille Euphorbiaceae présente du Cameroun au Gabon.
Il a pour synonyme :
- Croton lehmbachii, Hutch., 1913